# أرنولد ماكالوم
أرنولد ماكالوم هو سياسي كندي، ولد في 23 أبريل 1931 في شارلوت تاون في كندا، وتوفي في 25 مايو 2008 في ديغبي، نوفا سكوتيا ‏ في كندا. نشط حزبياً في حكومة توافقية.